# Erkenbrechtsweiler
Erkenbrechtsweiler es un municipio alemán perteneciente al distrito de Esslingen de Baden-Wurtemberg.
A 31 de diciembre de 2020 tiene 2187 habitantes.
Se conoce la existencia de la localidad desde 1284, cuando se menciona como "Hergenbolswiler" o "Erggenboltswilaer" en un documento por el cual Bertoldo de Neuffen entregó el territorio a la diócesis de Espira. En 1301, el pueblo fue vendido junto con Neuffen a los condes de Wurtemberg, quedando vinculado a Wurtemberg desde entonces.
Se ubica unos 15 km al sureste de la capital distrital Esslingen am Neckar.